# Adioukrou
L'adioukrou (o adjukru, o adyoukrou, o adyukru, o ajukru) és una llengua kwa pròpia dels adioukrous que es parla a la regió de Grans Ponts, al sud-est de Costa d'Ivori. Té entre 100.000 (ethnologue 1999)i 125.000 (joshuaproject) parlants com a llengua materna. El seu codi és adj i el seu codi al glottolog és adio1239.

## Família lingüística
Segons l'ethnologue, l'adioukrou és una llengua nyo que pertany al subgrup de les llengües agnebys juntament amb l'abidji i l'abé. Segons el glottolog, juntament amb l'adidji i l'abé formen les llengües agnebys que són llengües nyos, que al mateix temps són llengües kwes del Volta-Congo.

## Situació geogràfica i pobles veïns
L'adioukrou es parla a 49 poblacions de la subprefectura de Dabou, a la regió de Grans Ponts, al Districte de Lagunes.
Segons el mapa lingüístic de Costa d'Ivori de l'ethnologue, el territori adiokrou està situat al voltant de la ciutat de Dabou, allargant-lo cap a l'oest. Està al nord de la llacuna d'Ebrié. Part d'aquest territori és compartit amb territori dels tiagbamrin aizisi amb els mobumrin aizis. Al sud, més enllà de la llacuna d'Ebré, hi viuen els aproumu aizis i els alladians; a l'est els ebriés; al nord els abés i els abidjis, tots ells pobles kwa; i a l'oest limiten amb els yocoboué dides, que són un poble kru.

## Sociolingüística, estatus i ús de la llengua
L'adioukrou és una llengua desenvolupada (EGIDS 5): Està estandarditzada té literatura i gaudeix d'un ús vigorós per persones de totes les edats i generacions tant en la llar com en societat en tots els àmbits tot i que no és totalment sostenible. Entre el 30 i el 60% dels parlants d'aadioukrou com a primera llengua hi han estat escolaritats; entre el 25% i el 50% dels que estan escolaritzats en aquesta llengua la parlen com a segona llengua.
Els adioukrous també parlen el francès, llengua oficial estatal, així com l'abidji, el mobumrin aizi i el tiagbamrin aizi com a segones llengües.